# Marparan
Marparan is een bestuurslaag in het regentschap Sampang van de provincie Oost-Java, Indonesië. Marparan telt 2037 inwoners (volkstelling 2010).